# Yusuf Ma Dexin
Yusuf Ma Dexin (también conocido como Ma Tesing; 1794-1874) fue un erudito del Islam de Yunnan chino de la etnia hui, conocido por su fluidez y dominio tanto del árabe como del persa y por su conocimiento del islam. Se llamó también por el nombre chino Ma Fuchu. Usó el nombre árabe Abd al-Qayum Ruh al-Din Yusuf (عبد القيوم روح الدين يوسف). También se lo llamó «Mawlana al-Hayy Yusuf Ruh al-Din Ma Fujuh» (مولانا الحاج يوسف روح الدين ما فو جوه).

## Biografía
Sayyid Ajjal Shams al-Din Omar fue un ancestro de la 25.ª generación de Ma Dexin.

### Hach
Ma llevó a cabo el Hach en 1841 y salió de China por una ruta tortuosa debido a que los viajes marítimos fuera de China habían sido interrumpido por la primera guerra del Opio, en su lugar eligió salir con un grupo de mercaderes musulmanes que viajaban por tierra. Tras pasar por Xishuangbanna, se fue al sur de Birmania y, a continuación, tomó un barco a lo largo del río Irrawaddy desde Mandalay hacia Rangún. Desde Rangún, fueron capaces de subirse a bordo de un barco de vapor que les llevó todo el camino a la Península arábiga. Después de su estadía en La Meca, se quedó en el Medio Oriente otros ocho años; primero fue a El Cairo, donde estudió en la Universidad de Al-Azhar y luego viajó por todo el Imperio Otomano, yendo a Suez, Alejandría, Jerusalén, Estambul, Chipre y Rodas.

### Regreso a China
Como un destacado musulmán en Yunnan, Ma se involucró en la rebelión Panthay en Yunnan, poco después de regresar del Hach. La rebelión Panthay, que estalló en 1856 como parte de una amplia serie de levantamientos por parte de los musulmanes y otras minorías, fue impulsada principalmente por Du Wenxiu; aunque Ma no estaba de acuerdo con los métodos revolucionarios de Du Wenxiu, también animó a sus seguidores a ayudar en el levantamiento; más tarde, iba a tratar de actuar como pacificador entre las fuerzas del gobierno central y los rebeldes. Ma Dexin dijo que el neoconfucianismo era conciliable con el islam y estuvo a favor de que Ma Rulong derrotara a la dinastía Qing y también ayudó a otros musulmanes a que lo hicieran. Sin embargo, a pesar de sus esfuerzos por lograr la paz, el gobierno de la dinastía Qing todavía lo consideraba un rebelde y un traidor y fue ejecutado dos años después de la supresión de la rebelión. Los europeos informaron que fue envenenado o ejecutado.

## Obras
Las fuentes dicen que Ma publicó la primera traducción al chino del Corán, así como la escritura de numerosos libros en árabe y persa sobre el islam. Sus obras más famosas comparaban la cultura islámica con la filosofía de Confucio en un esfuerzo por encontrar una base teórica y teológica para su coexistencia. Al mismo tiempo, criticó duramente la absorción de elementos del budismo y el taoísmo en la práctica del Islam en China. Como, generalmente, se consideraba un pensador ortodoxo del islam, en sus obras también demostró una actitud positiva hacia el misticismo sufí. En total, ha publicado más de 30 libros, la mayoría de los cuales se dividen en cinco categorías.
- Jurisprudencia y filosofía islámicas: 四典要会, 大化总归, 道行究竟, 理学折衷, 性命宗旨, 礼法启爱 据理质证,
- Calendario islámico y de la historia: 寰宇述要 (Descripción del mundo), 天方历源 (Historia de Arabia)
- Introducción y análisis de obras de otros autores musulmanes de China, tales como Ma Zhu y Liu Zhu: 真诠要录, 指南要言, 天方性理注释
- Corán: los cinco primeros volúmenes de 宝命真经直解 (Las Verdaderas Escrituras Reveladas), la primera traducción de los significados del Corán al chino
- Gramática árabe: 纳哈五 (Nahawu), 赛尔夫 (Saierfu), 阿瓦米勒 (Awamile)
- Otros: 朝觐途记 (Diario de una peregrinación), una descripción de su tiempo en la Meca; originalmente en árabe, traducido al chino por su discípulo Ma Anli[9]

Al parecer, Ma Dexin ha asumido el odio contra los chiitas de su tiempo en las tierras otomanas y se los refería por el nombre despectivo de Rafida 若废子 en sus obras, que atacaba y criticaba a los chiitas y los sufíes. Ma, como la mayoría de los otros hui en China, pertenecía a la Escuela de Jurisprudencia Hanafí del islam sunita.
El experto chino en obras musulmanas en árabe Ma Lianyuan 馬聯元 1841-1903 aprendió a Ma Fuchu 馬复初 1794-1874 en Yunnan y a Ma Lianyuan a escribir un libro sobre derecho denominado 'Umdat al-'Islām (عمدة الإسلام) شىي ش, un libro de gramática sobre el ṣarf (صرف) denominado Hawā y a Ma Fuchu a escribir un libro de gramática sobre naḥw (نحو) denominados Muttasiq (متسق) y Kāfiya (كافية). Šarḥ al-laṭā if (شرح اللطائف), traducción al árabe de La filosofía de Arabia de Liu Zhi 天方性理 (Tianfang Xingli) por Muḥammad nûr al-Ḥaqq ibn Luqmān as-Ṣīnī (محمد نور الحق إبن لقمان الصيني), el nombre árabe de Ma Lianyuan. Los nombres islámicos, du'ā' (دُعَاء), ġusl (غسل), las oraciones y otras ceremonias se enseñaban en los Estudios misceláneos (Zaxue) 雜學 mientras que el 'āyāt (آيات) del Corán se enseñaba en Xatm al-Qur'ān (ختم القرآن) (Haiting). Ma Fuchu trajo un poema Qasidat árabe (Gesuide jizhu 格随德集注) a China. Fue Qaṣīdat al-Burda, de al-Būṣīrī.